# Grijze ribbelboktor
De grijze ribbelboktor (Rhagium inquisitor), soms ook wel gewone dennenboktor genoemd, is een kever uit de familie van de boktorren. Hij wordt 12 tot 22 mm groot en komt voor van april tot november.
Deze boktor heeft een donkergrijze tot zwarte grondkleur die doorbroken wordt met geelachtige roodbruine dwarsbanden van vlekken. Het halsschild heeft een doornige uitwas aan beide zijden. De dekschilden hebben twee tot vier lengteribbels, naar achteren toe worden de schilden smaller.
De larven ontwikkelen zich onder schors van naaldbomen, berken, elzen, beuken en eiken. Hoewel de meeste kevers reeds in de herfst volgroeid zijn, komen ze pas in de lente tevoorschijn. Bij (vermeend) gevaar produceren ze een sjirpend geluid.
De grijze ribbelboktor komt voornamelijk voor in bossen, alwaar hij zich vaak achter schors van afgestorven naald- en loofbomen bevindt. In Nederland is het een algemene soort op de hogere zandgronden en in de duinen.

## Foto's

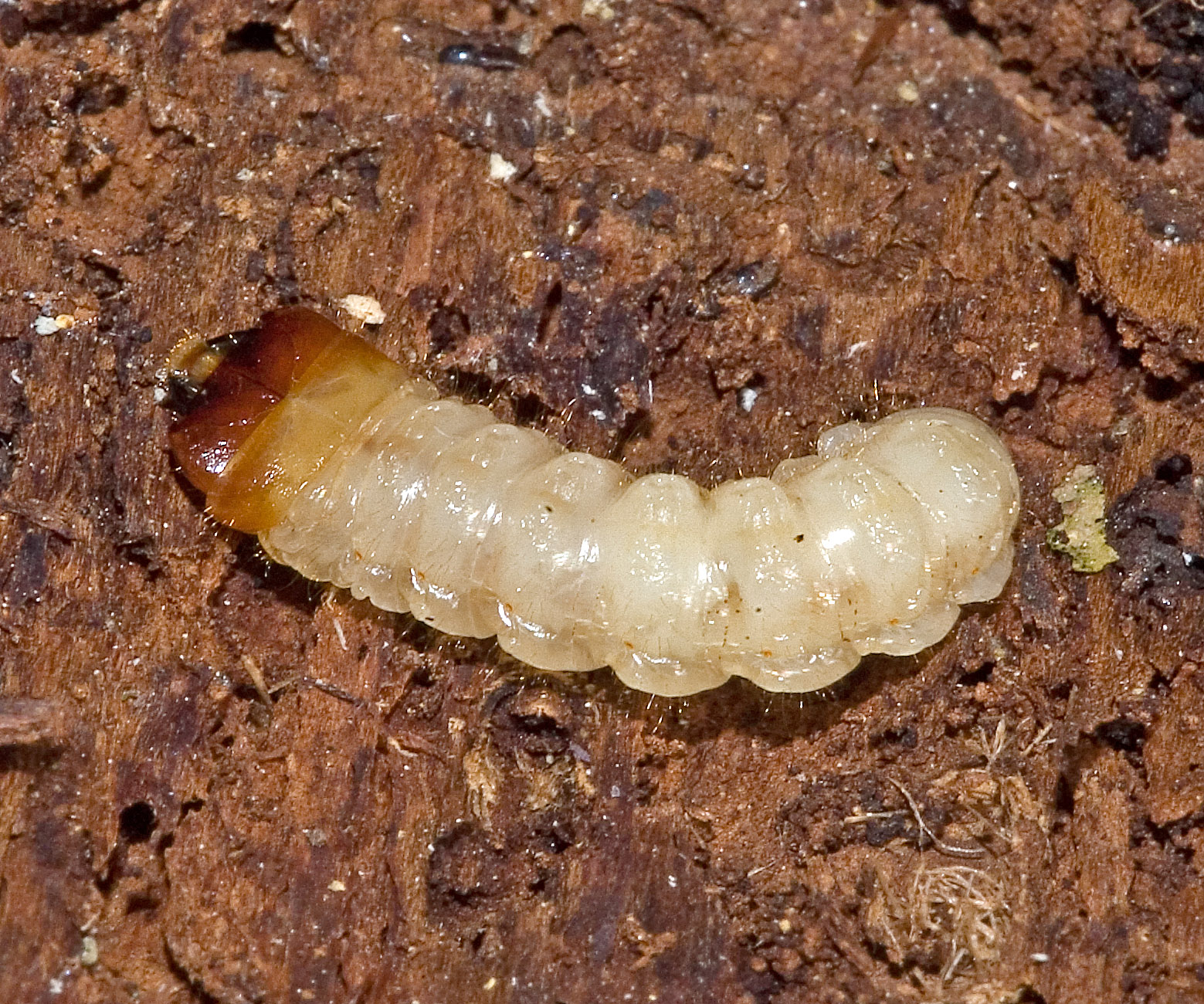
Larve
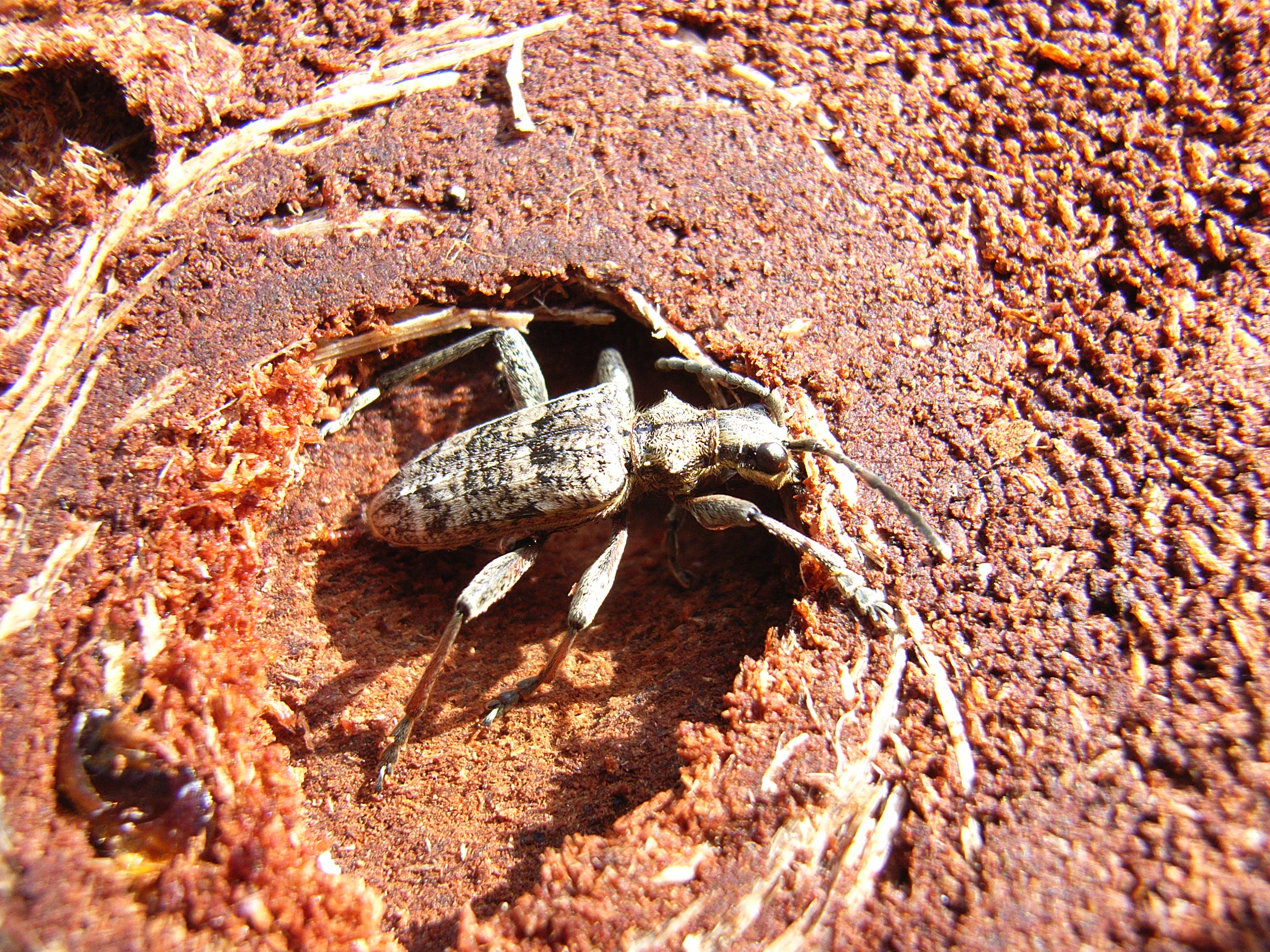